# Sint-Martinuskerk (Kerkdriel)
De Sint-Martinuskerk is de parochiekerk van Kerkdriel, gelegen aan Kerkstraat 26.

## Geschiedenis
In 1829 werd voor de katholieken aan Kerkstraat 41 een waterstaatskerk gebouwd. In 1905 werd een toren toegevoegd, ontworpen door Wilhelmus Theodorus van Aalst. In 1945 werden kerk en toren verwoest door de Duitse bezetter. Ook het orgel, in 1871 gebouwd door K.M. van Puffelen, ging daarbij verloren.
Een nieuwe kerk werd van 1953-1955 gebouwd in de trant van de Bossche School. Architecten waren J.G. Deur en Cees Pouderoyen. Het betreft een bakstenen driebeukige basilicale kerk in vroegchristelijke stijl, met een achtkante doopkapel rechts van de voorgevel en een aangebouwde vierkante toren links van de voorgevel. Boven op de toren is een kleinere, eveneens vierkante, klokkenstoel geplaatst. De kerk heeft een breed ingangsportaal voorzien van een aantal ronde bogen, rustend op pilaren.
De pastorie, van 1830, aan Kerkstraat 41, is behouden gebleven.